# J300 Plowdiw
Das J1 Plowdiw (offiziell Plovdiv Cup) ist ein World-Junior-Tennisturnier, das seit 2005 im April in der bulgarischen Stadt Plowdiw auf Sandplatz von der International Tennis Federation ausgetragen wird. Es gehört der zweithöchsten Turnierkategorie G1 an und ist eines der größten Nachwuchstennisturniere Südosteuropas.

## Geschichte
2005 gegründet, wurde das Turnier in den Folgejahren kontinuierlich heraufgestuft und 2020 in die Klasse G1 aufgenommen.

## Siegerliste

### Einzel
| Jahr                            | Herren                  | Damen                       |
| ------------------------------- | ----------------------- | --------------------------- |
| ↓ Plovdiv Cup – Kategorie: G5 ↓ |                         |                             |
| 2005                            | Wasko Mladenow          | Anna Maskaljun              |
| 2006                            | Walentin Dimow          | Jaklin Alawi                |
| ↓ Kategorie: G4 ↓               |                         |                             |
| 2007                            | Henri Laaksonen         | Xenija Kirillowa            |
| 2008                            | Ilja Lebedew            | Cristina Dinu               |
| 2009                            | Dimitar Kusmanow        | Ilinca Stoica               |
| 2010                            | Vasile-Alexandru Ghilea | Eleni Konstantinidou        |
| ↓ Kategorie: G3 ↓               |                         |                             |
| 2011                            | Victor Vlad Cornea      | Ingrid-Alexandra Radu       |
| 2012                            | Patrick Ciorcilă        | Kristina Ostojić            |
| 2013                            | Luca Giorge Tatomir     | Alexandra Karamanolewa      |
| ↓ Kategorie: G2 ↓               |                         |                             |
| 2014                            | Bogdan Ionuț Apostol    | Tamara Zidanšek             |
| 2015                            | Călin Manda             | Walerija Seljowa            |
| 2016                            | Andrea Guerrieri        | Georgia Crăciun             |
| 2017                            | Filip Cristian Jianu    | Gergana Topalowa            |
| 2018                            | Jiří Lehečka            | Jelina Awanesjan            |
| 2019                            | Arthur Cazaux           | Erika Andrejewa             |
| ↓ Kategorie: G1 ↓               |                         |                             |
| 2020                            | Jack Pinnington Jones   | Victoria Jiménez Kasintseva |
| 2021                            | Daniel Rincón           | Michaela Laki               |

### Doppel
| Jahr                            | Herren                                            | Damen                                    |
| ------------------------------- | ------------------------------------------------- | ---------------------------------------- |
| ↓ Plovdiv Cup – Kategorie: G5 ↓ |                                                   |                                          |
| 2005                            | Walentin Dimow Maxim Filippow                     | Lora Stanschewa Tanja Stoimenowa         |
| 2006                            | Arsel Kumdereli Yannik Reuter                     | Jana Butschina Nadeschda Guskowa         |
| ↓ Kategorie: G4 ↓               |                                                   |                                          |
| 2007                            | Henri Laaksonen Henrik Sillanpää                  | Xenija Kirillowa Sandra Zaniewska        |
| 2008                            | Ben Davis Libor Salaba                            | Wiktoryja Kisialewa Anett Schutting      |
| 2009                            | Kalle Averfalk Lucas Ideström                     | Justine de Sutter Elke Lemmens           |
| 2010                            | Markus Ahne Johannes Schretter                    | Seda Arantekin Denise Maxl               |
| ↓ Kategorie: G3 ↓               |                                                   |                                          |
| 2011                            | Victor Vlad Cornea Tudor Cristian Sulea           | Seda Arantekin Denise Maxl               |
| 2012                            | Kamil Gajewski Szymon Walków                      | Lilla Barzó Ivana Jorović                |
| 2013                            | Olexij Kolisnyk Luca Giorge Tatomir               | Elena Gabriela Ruse Oana Georgeta Simion |
| ↓ Kategorie: G2 ↓               |                                                   |                                          |
| 2014                            | Bogdan Ionuț Apostol Nicolae Frunză               | Viktória Kužmová Tereza Mihalíková       |
| 2015                            | Petr Hájek Pavel Motl                             | Georgia Crăciun Oana Gavrilă             |
| 2016                            | Guilherme Wojciechowski Osorio Maksymilian Raupuk | Iulia-Maria Ivașcu Ioana Mincă           |
| 2017                            | Aljaksandr Liaonenka Alexander Shirowski          | Vitoria Okuyama Nathalia Wolf Gasparin   |
| 2018                            | Igor Gimenez Gilbert Soares Klier Júnior          | Jelina Awanesjan Diana Chodan            |
| 2019                            | Anthony Genow Jorge Plans                         | Wiktorija Petrenko Marija Timofejewa     |
| ↓ Kategorie: G1 ↓               |                                                   |                                          |
| 2020                            | Peter Fajta Zsombor Velcz                         | Elizabeth Coleman Madison Sieg           |
| 2021                            | Daniel Rincón Abedallah Shelbayh                  | Sofia Costoulas Laura Hietaranta         |